# 西川舞
西川 舞（にしかわ まい、11月2日 - ）は、日本の女性声優である。東京都出身

## 人物
2014年にアミューズメントメディア総合学院声優タレント学科卒業後、マウスプロモーション附属俳優養成所に入所し、2016年にマウスプロモーションに所属する。
2023年4月30日をもってマウスプロモーションを退所し、フリーとして活動を発表。
2025年4月1日、EARLY WING所属
。🌈お知らせ🌈
趣味は歌（ロック・J-POP）、ゲーム（RPG）など。
歌うことが好きであり、自身の歌ってみたチャンネルを開設している。『西川舞は歌ってみたい』

## 出演
太字はメインキャラクター。

### テレビアニメ
2015年
- 少年ハリウッド -HOLLY STAGE FOR 50- - ノンクレジット

2016年
- ジョジョの奇妙な冒険 ダイヤモンドは砕けない（女性）

2017年
- AKIBA'S TRIP -THE ANIMATION-（レイヤー）
- アイカツスターズ!（哲也）
- パズドラクロス（竜人龍喚士）

2018年
- デュエル・マスターズ!（ワ・タンポーポ・タンク、目玉坊ちゃんズ〈左目〉、ダチッコの仲間、おばさん、ジャンゴ・ニャーンズ 他）
- レイトン ミステリー探偵社 〜カトリーのナゾトキファイル〜（リリア・アスポワロ〈回想〉）
- はるかなレシーブ（主審1）
- ソラとウミのアイダ（宇田川美奈）
- DOUBLE DECKER! ダグ&キリル（パット）
- HUGっと!プリキュア（女学生）

2019年
- イナズマイレブン オリオンの刻印（チャウ・シン、チコ・アリソン、トニオ・キアラ）
- スター☆トゥインクルプリキュア（天宮れいな、生徒、アナウンス、クラスメイト女子、星奈春吉〈幼少〉 他）
- 不機嫌なモノノケ庵 續（ボンタ）

2020年
- ハイキュー!! TO THE TOP（田中〈小3〉）

2021年
- WAVE!!〜サーフィンやっぺ!!〜（女子生徒、コウスケ〈少年期〉、観客）

2023年
- 天国大魔境（ミチカ）
- 盾の勇者の成り上がり Season3（奴隷、住人）

### 劇場アニメ
- ペンギン・ハイウェイ（2018年、オカ君）
- きみと、波にのれたら（2019年、愛）

### Webアニメ
- マウスどうぶつえん（2018年、ライオンのまい）
- もったいないばあさん（2020年、女の子[14]）

### ゲーム
2015年
- 源氏恋絵巻（女房）
- 天空のクラフトフリート（エリーゼ、ディオナ、サスケ）

2016年
- Heaven×Inferno（リック）

2017年
- 逆転オセロニア（フィオーナ）
- 青空アンダーガールズ!（舞沢悠）
- ソラとウミのアイダ（宇田川美奈）

2019年
- アビス・ホライズン（ブリュッヒャー）
- ファイアーエムブレム 風花雪月（幼少ディミトリ、鍛冶屋）
- SDガンダム GGENERATION CROSSRAYS（一般兵ボイス〈少年兵C〉）
- BUSTAFELLOWS（ルカ）

2020年
- ドラゴンクエストX いばらの巫女と滅びの神 オンライン（クライン、ノット）

2021年
- あやかし幼稚園（茨木童子）

2022年
- ファイアーエムブレム無双 風花雪月

2023年
- ベヨネッタ オリジンズ: セレッサと迷子の悪魔（コルム）

2025年
- 魔女ガミ－The Witch of Luludidea－（スズ）

### 吹き替え

#### 映画
- アンソニー・ロビンズ あなたが運命を変える
- オーシャンズ8（エイプリル[24]）
- トランス・ワールド

#### テレビドラマ
- アメリカン・ホラー・ストーリー: 怪奇劇場（コーリー・パックマン〈メジャー・ドッドソン〉）
- アンディ・マック（サイラス〈ジョシュア・ラッシュ〉）
- ダッシュ&リリー（リリー〈ミドリ・フランシス（英語版）〉）
- ロスト・イン・スペース（ウィル・ロビンソン〈マックス・ジェンキンズ〉）

#### アニメ
- カンフー・パンダ 〜運命の拳〜（バオ[25]）
- スーパーモンスターズ（スパイク[26]）
- トロールズ: シング・ダンス・ハグ!（DJ・スキ[27]、キース）

### 舞台
- けんじ君の春（鯛子）
- 女の子ものがたり（うさぎ）
- GO,JET! GO!GO!（あかね）
- 十二人の怒れる人々（6号）

### PV
- ここは今から倫理です。 スペシャル映像（2019年、八木[28]）
- ウマ娘 シンデレラグレイ（2021年、ルディレモーノ[29]）

### その他コンテンツ
- ヤマハ音楽教室（ぷっぷる）
- SQUARE ENIX×月間オーディション すばらしきこのせかい ヴォーカル公開オーディション（ファイナリスト）
- ブラックアリス ボイスコミック（美髪さん[30]）

## ディスコグラフィ

### キャラクターソング
| 発売日  | 商品名     | 歌                   | 楽曲                                                                 | 備考                                  |
| 2018年  | 2018年     | 2018年               | 2018年                                                               | 2018年                                |
| ------- | ---------- | -------------------- | -------------------------------------------------------------------- | ------------------------------------- |
| 8月29日 | STAR☆TING! | 青空アンダーガールズ | 「STAR☆TING!」 「オレンジ」                                          | ゲーム『青空アンダーガールズ!』関連曲 |
| 8月29日 | STAR☆TING! | 銀河歌劇団           | 「放課後くるーずっ!」 「☆しゃるむてのわーる☆」 「DF3〜遥かなる旅〜」 | ゲーム『青空アンダーガールズ!』関連曲 |

### ユニットメンバー
1. ↑  櫻花ひなた（高橋花林）、水科和歌（和田京子）、望月愛美（望田ひまり）、嘉陽千尋（陽向さおり）、野々宮琴音（内野明音）、黒瀬麗華（早瀬莉花）、今泉更菜（北野更）、相原希（相良茉優）、白拍子美雪（高橋美衣）、霧島理子（菅愛理）、佐久間茜（藤川茜）、椿瑠璃花（井上ほの花）、渡辺晴海（澤田美晴）、舞沢悠（西川舞）、六川麻里紗（飯坂紗幸）、乙葉くるみ（高柳知葉）、岩倉寧々（岩井映美里）、セリア・ウエスギ（杉町麻由子）、日比野彩（七瀬彩夏）、本条佳奈恵（本田かおり）、棗楓李（奥谷楓）
2. ↑  渡辺晴海（澤田美晴）、舞沢悠（西川舞）、六川麻里紗（飯坂紗幸）、乙葉くるみ（高柳知葉）、岩倉寧々（岩井映美里）